# Parsley, Sage, Rosemary and Thyme
Parsley, Sage, Rosemary & Thyme (Persilja, Salvia, Rosmarin & Timjan) är Simon and Garfunkels tredje studioalbum, utgivet 10 oktober 1966. Albumet är producerat av Bob Johnston.
Canticle-delen av "Scarborough Fair" (som sjöngs "ovanpå" huvudmelodin) innehåller delar av Paul Simon-låten "The Side of the Hill" som återfinns i sin helhet på The Paul Simon Song Book.
"The 59th Street Bridge Song (Feelin' Groovy)" nådde framgångar för den brittiska gruppen Harpers Bizarre både i USA (#13) och i Storbritannien (#34).
Albumet nådde Billboard-listans 4:e plats.
På den Englandslistan nådde det 13:e plats i september 1968.

## Låtlista
Singelplacering i Billboard  inom parentes. Placering i England=UK 
Sida 1
1. "Scarborough Fair/Canticle" (#11) – 3:10
2. "Patterns" – 2:48
3. "Cloudy" – 2:10
4. "Homeward Bound" (#5, UK #9) – 2:30
5. "The Big Bright Green Pleasure Machine" – 2:44
6. "The 59th Street Bridge Song (Feelin' Groovy)" – 1:43

Sida 2
1. "The Dangling Conversation" (#25) – 2:37
2. "Flowers Never Bend with the Rainfall" – 2:10
3. "A Simple Desultory Philippic (or How I Was Robert McNamara'd Into Submission)" – 2:12
4. "For Emily, Whenever I May Find Her" – 2:04
5. "A Poem on the Underground Wall" – 1:52
6. "Seven O'Clock News/Silent Night" – 2:01

Bonusspår på den remastrade CD-utgåvan från 2001.
1. "Patterns" (demo) – 2:53
2. "A Poem on the Underground Wall" (demo) – 2:02

- Samtliga låtar är skrivna av Paul Simon utom Scarborough Fair/Canticle, som är en engelsk folkvisa arrangerad av Simon & Garfunkel, och "Silent Night", av Joseph Mohr och Franz Gruber.
- "Homeward Bound" saknades på den brittiska LP-utgåvan.[6]

## Medverkande
Musiker (Simon & Garfunkel)
- Paul Simon – sång, gitarr
- Art Garfunkel – sång, piano

Bidragande musiker
- Hal Blaine – trummor
- Joe South – gitarr
- Carol Kaye – basgitarr
- John Meszar – cembalo
- Eugene Wright – kontrabas
- Joe Morello – trummor
- Charlie O'Donnell – sång

Produktion
- Bob Johnston – producent
- Roy Halee – producent, ljudtekniker
- Bob Cato – foto